# Daniel Chițoiu
Daniel Chițoiu (ur. 11 lipca 1967 w Păușești w okręgu Vâlcea) – rumuński polityk, ekonomista i urzędnik państwowy, parlamentarzysta. W 2012 minister gospodarki, handlu i biznesu, w latach 2012–2014 wicepremier i minister finansów publicznych.

## Życiorys
W 1990 ukończył studia na wydziale finansów Akademii Studiów Ekonomicznych w Bukareszcie, odbył kursy z rachunkowości, audytu i obronności. W 2004 obronił na macierzystej uczelni doktorat poświęcony polityce monetarnej. Pracował jako inspektor finansowy przy resorcie finansów i kontroler finansowy w trybunale obrachunkowym. Od 1998 do 2001 pozostawał zastępcą dyrektora generalnego ministerstwa finansów, potem powrócił do pracy kontrolera. W latach 2005–2007 był wiceprezesem, a od stycznia do kwietnia 2007 pełniącym obowiązki prezesa Agenția Națională de Administrare Fiscală, krajowej administracji podatkowej. Zasiadał w radach nadzorczych państwowych spółek.
Zaangażował się w działalność polityczną w ramach Partii Narodowo-Liberalnej. W 2009 został wiceprzewodniczącym ugrupowania. Od lipca do sierpnia 2012 pełnił obowiązki jej przewodniczącego, zastępując Crina Antonescu, wykonującego wówczas obowiązki głowy państwa. W 2014 urząd antykorupcyjny DNA zarzucił mu nadużycie władzy, jednak parlament nie pozbawił go immunitetu. W 2008 i 2012 wybierano go do Izby Deputowanych. Od marca do grudnia 2012 zajmował stanowisko ministra gospodarki, handlu i biznesu w pierwszym rządzie Victora Ponty. W grudniu 2012 przeszedł na urzędy wicepremiera i ministra finansów publicznych w drugim gabinecie tegoż premiera. W lutym 2014 złożył dymisję, a PNL opuściła koalicję rządową. Przeszedł w tymże roku do Partii Liberalno-Reformatorskiej, a z nią w 2015 współtworzył Sojusz Liberałów i Demokratów, w którym w 2017 został sekretarzem generalnym. W 2016 nie uzyskał parlamentarnej reelekcji.
Od października 2020 do stycznia 2021 był tymczasowym przewodniczącym ALDE (po rezygnacji złożonej przez Călina Popescu-Tăriceanu i w związku z planowaną likwidacją partii, do której wówczas nie doszło). Również w 2020 rozpoczął się proces, w którym oskarżono go o spowodowanie w grudniu 2019 wypadku drogowego ze skutkiem śmiertelnym.

## Życie prywatne
Żonaty, ma jedno dziecko.